# 高鐵台中交流道
高鐵台中交流道位於臺灣台74線的交流道，指標為4K，形式為喇叭型B，為通往高鐵台中站之交流道，連接道路為高鐵站區道路。
| 台74線 | 4 高鐵台中 | 高鐵台中站 |

## 周邊設施與景點
- 高鐵台中站
- 捷運高鐵台中站（臺中捷運 綠線）
- 新烏日車站（ 臺灣鐵路臺中線）
- 烏日站（臺中捷運 綠線）
- 臺中國際展覽館
- 成功嶺
- 彩虹眷村

## 外部連結
- 台74線高鐵台中交流道示意圖 （页面存档备份，存于）（交通部公路總局）